# Arthur Van Doren
Arthur Van Doren (1 de outubro de 1994) é um jogador de hóquei sobre a grama belga, medalhista olímpico

## Carreira
Arthur Van Doren integrou o elenco da Seleção Belga de Hóquei Sobre Grama, nas Olimpíadas de 2016, conquistando a medalha de prata. Nos Jogos Olímpicos de Verão de 2020, consagrou-se campeão e conseguiu a medalha de ouro.